# Sport à Nauru
Les sports les plus populaires à Nauru sont le football australien et l'haltérophilie. Le pays participe aux Jeux olympiques, aux  Jeux du Commonwealth, aux Jeux du Pacifique et aux Jeux de la Micronésie.

## Football australien

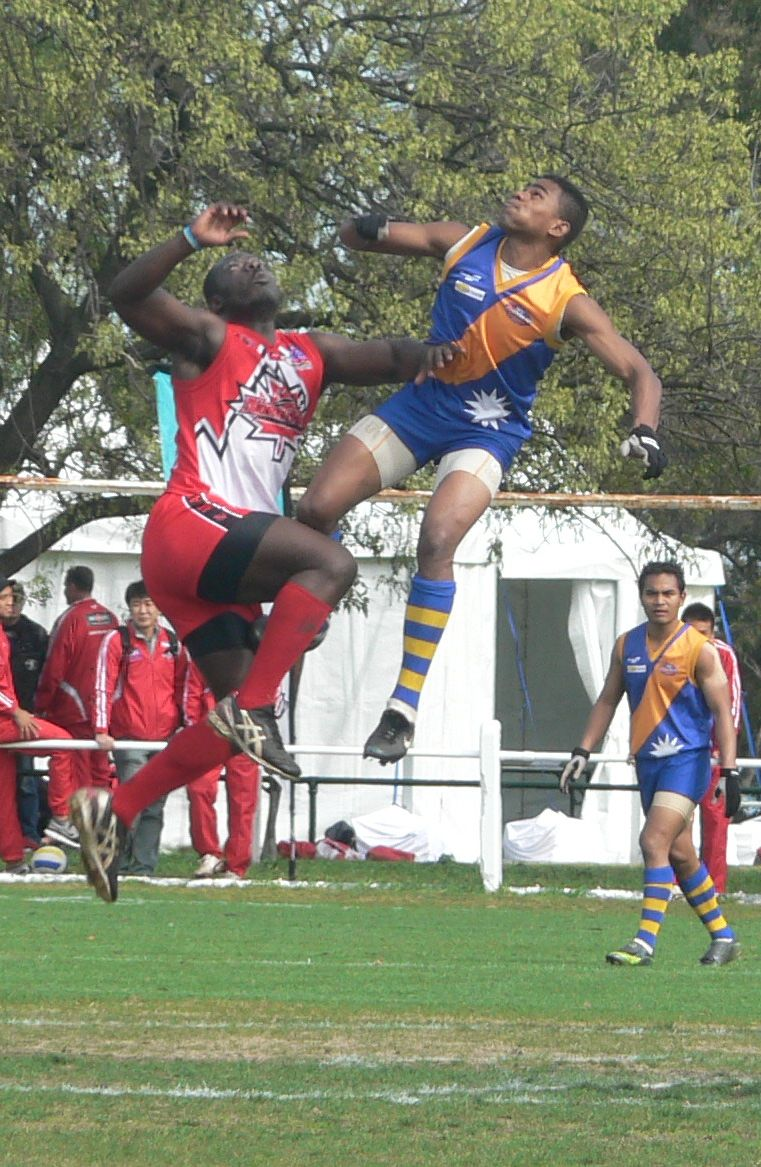
Un ruck entre un joueur du Canada (rouge) et de Nauru (bleu) lors de l'International Cup 2008

Ce sport est considéré comme le sport national de Nauru. Le pays affronte différentes équipes en coupe internationale organisée en Australie depuis 2002.

## Haltérophilie
Beaucoup de sportifs nauruans se sont fait remarquer dans ce sport, notamment aux Jeux du Pacifique et de la Micronésie. L'un des plus célèbres d'entre eux, Marcus Stephen, fut même Président de la République de 2007 à 2011.

## Football

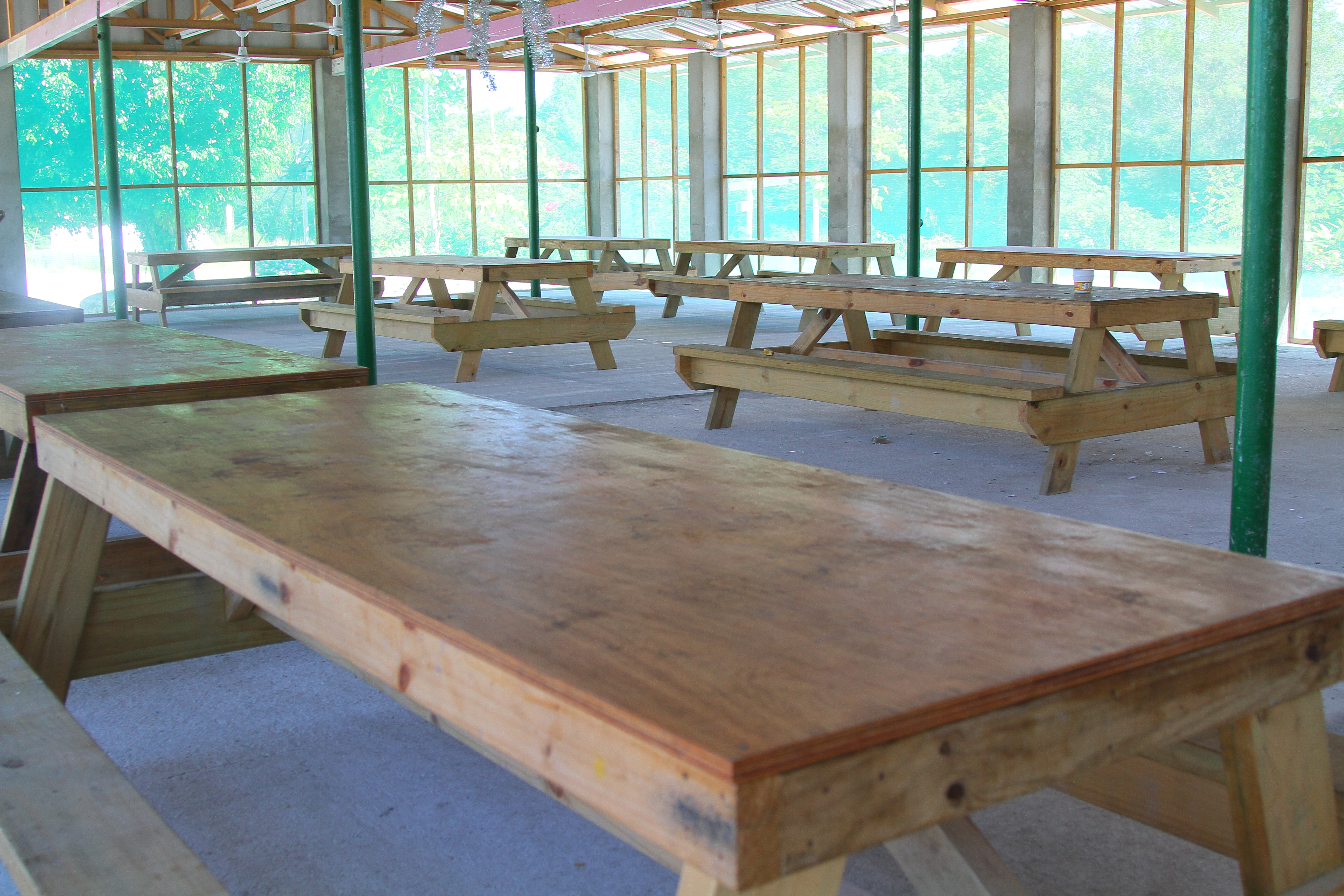
Nouvelle salle de restauration des réfugiés du stade Meneng en août 2012, seul stade capable d'accueillir un match international à Nauru.

L'équipe nationale n'est membre ni de la FIFA ni de l'OFC. Elle ne participe donc pas aux grands tournois internationaux. Son seul match officiel remonte au 2 octobre 1994. Nauru affrontait à domicile les Îles Salomon, match que les Nauruans gagnèrent 2-1. Grâce à ce match, Nauru devint la seule nation ayant remporté 100 % de ses matchs de football.